# Мошеник (Моравче)
Мошеник (словен. Mošenik) — поселення в общині Моравче, Осреднєсловенський регіон, Словенія. 
Висота над рівнем моря: 389,5 м.